# Linnaemya assimilis
Linnaemya assimilis là một loài ruồi trong họ Tachinidae.